# طلعت رحمان
طلعت رحمان (انگلیسی: Talat Rahman؛ زادهٔ) دانشمند در زمینه فیزیک و از استادان دانشگاه مرکز فلوریدا و دانش‌آموختگان دانشگاه روچستر و اعضای انجمن فیزیک آمریکا است. وی استاد فیزیک در دانشگاه فلوریدا مرکزی است.

## زندگی
رحمان لیسانس فیزیک را از دانشگاه کراچی در سال ۱۹۶۹ به دست آورد، کارشناسی ارشد و کارشناسی ارشد را از دانشگاه اسلام‌آباد در سال ۱۹۷۰ و دکترا را از دانشگاه روچستر در سال ۱۹۷۷ دریافت کرد.